# Синаптозавры
Синаптоза́вры (лат. Synaptosauria, от др.-греч. συν- — приставка со значением совместности действия, соучастия и σαῦρος — ящер) — ранее выделявшийся подкласс вымерших пресмыкающихся. Синонимичный термин — эвриапсиды (Euryapsida Colbert, 1945).
Отличительная особенность представителей подкласса — одна верхняя височная яма, ограниченная теменной, заглазничной, чешуйчатой и иногда надвисочной костями. Все представители были хищными, большинство — освоивших водную стихию.
Окаменелости синаптозавров встречаются от перми до конца мела.

## Классификация
В подкласс синаптозавров в разное время включали разные таксоны. Одна из классификаций до подотряда включительно, актуальная на 1964 год, представлена ниже, в квадратных скобках дано положение таксона на июнь 2020 года по данным сайта Paleobiology Database:
- Отряд Araeoscelidia — Ареосцелидии [в подклассе диапсид]
  - Подотряд Araeoscelidoidei [расформирован]
  - Подотряд Trilophosauria [в инфраклассе архозавроморф]
  - Подотряд Pleurosauria [расформирован]
    - Семейство Pleurosauridae [в подотряде Sphenodontida отряда клювоголовых]
- Отряд Placodontia — Плакодонты [в надотряде завроптеригий]
  - Подотряд Cyamodontoidei [подотряд Cyamodontoidea в отряде плакодонтов]
  - Подотряд Henodontoidei [подотряд Henodontida в отряде плакодонтов]
  - Подотряд Placodontoidei [надсемейство Placodontoidea в отряде плакодонтов]
- Отряд Sauropterygia — Завроптеригии [отряд или надотряд в подклассе диапсид]
  - Подотряд Nothosauria — Нотозавры [отряд в надотряде завроптеригий]
  - Подотряд Plesiosauria — Плезиозавры [клада или отряд в группе Pistosauria надотряда завроптеригий]

Позже, к 1986 году, в состав подкласса включали только 2 отряда: завроптеригий и плакодонтов, каждый из которых делился на два надсемейства: длинношеие Plesiosauroidea и короткошеие Pliosauroidea в завроптеригиях; похожие на черепах Cyamodontoidea и похожие на ящериц Placodontoidea в плакодонтах.

|  | Plesiosauroidea |
|  |                 |
|  | Pliosauroidea   |
|  |                 |

|  | Cyamodontoidea |
|  |                |
|  | Placodontoidea |
|  |                |

|  | Plesiosauroidea |
|  |                 |
|  | Pliosauroidea   |
|  |                 |

|  | Cyamodontoidea |
|  |                |
|  | Placodontoidea |
|  |                |